# 纽约国际车展
纽约国际车展（英語：New York International Auto Show）是美国纽约州每年3月底或4月初举行的汽车展览，会场主要是曼哈顿雅各布·贾维茨会展中心。该车展开始于1900年，1956年到1987年一直在纽约大剧场举办，之后迁至雅各布·贾维茨会展中心举办至今。它的主要参展商是大纽约汽车经销商协会（GNYADA）和国际汽车新闻协会（IMPA）。

## 2020年
2020年該車展因COVID-19疫情在紐約州爆發而取消。

## 2017年
2017纽约国际车展将于2017年4月14至23日在贾维茨会展中心举办。

## 2016年
2016年的车展展于3月25日至4月3日，在3月23日及24日两天有预览展会。

### 量产车介绍

#### 全球亮相
- 2017年 讴歌MDX（更新）[4]
- 2017年 奥迪R8敞篷车[5]
- 2017年 别克昂科雷运动旅行版[6]
- 2017年 别克Encore（更新）[7]
- 2017年 雪佛兰科迈罗ZL1[8]
- 2017年 雪佛兰Sonic（更新）[9]
- 2017年 克莱斯勒300S 配 运动外观套件[10]
- 2016年 福特谢尔比GT-H[11]
- 2017年 GMCTerrain Nightfall版[12]
- 2017年 英菲尼迪QX70 Limited[13]
- 2017年 吉普Grand Cherokee Summit（更新）[14]
- 2017年 吉普Grand Cherokee Trailhawk[15]
- 2017年 马自达MX-5 RF[16]
- 2017年 梅赛德斯-AMGC63 Cabriolet[17]
- 2017年 梅赛德斯-AMGE43[18]
- 2017年 梅赛德斯-AMGGLC43[19][20]
- 2017年 梅赛德斯-奔驰CLA级轿跑车（更新）[21]
- 2017年 梅赛德斯-宾士GLC轿跑车[22]
- 2017年 迷你Clubman ALL4[23]
- 2017年 迷你John Cooper Works敞篷车[23]
- 2017年 日产GT-R（更新）[24]
- 2017年 日产Titan[5]
- 2016年 赛扬tC RS 10.0（巴塞罗那红色）[25]
- 2017年 速霸陆Impreza[26]
- 2017年 丰田86（赛扬FR-S的更新版）[27]
- 2017年 丰田卡罗拉[[[Wikipedia:格式手册/链接#章節|錨點失效]]]50周年特别版[28]
- 2017年 丰田Highlander（更新）[29]
- 2017年 丰田Prius Prime（PHEV）

#### 北美亮相
- 2017年 阿尔法·罗密欧Giulia，普通版和Ti版[30]
- 2017年 BMW Alpina B7 xDrive[31]
- 2017年 BMW M760i xDrive[31]
- 2017年 BMW 330e iPerformance[32]
- 2017年 飞雅特124 Spider Elaborazione Abarth[33]
- 2017年 本田Clarity FCV（美国规格）[34]
- 2017年 现代Ioniq 混合动力车（PHEV）[35]
- 2017年 捷豹F型SVR[36]
- 2017年 起亚Cadenza[5]
- 2017年 柯尼赛格Regera[37]
- 2018年 凌志LC500h[38]
- 2017年 玛莎拉蒂Levante[39]
- 2017年 三菱Mirage G4轿车[5]
- 2017年 三菱Outlander PHEV[5]
- 2017年 保时捷718 Boxster[40]
- 2017年 保时捷911R[40]
- 2017年 保时捷Macan（四缸引擎涡轮）[40]
- 2017年 劳斯莱斯Ghost和Wraith Black Badge[41]
- 2017年 世爵C8 Preliator[42]
- 2017年 大众高尔夫Alltrack[43]
- 2017年 富豪XC90Excellence（于美国亮相）[44]

## 届次
| 届次 | 开始日期      | 闭幕日期 | 场地                  | 备注          |
| ---- | ------------- | -------- | --------------------- | ------------- |
| 112  | 2012年4月6日  | 4月15日  | 雅各布·贾维茨会展中心 | [ 45 ] [ 46 ] |
| 111  | 2011年4月22日 | 5月1日   |                       |               |
| 110  | 2010年4月2日  | 4月11日  |                       | [ 47 ]        |
| 109  | 2009年4月10日 | 4月19日  |                       |               |
| 108  | 2008年3月21日 | 3月30日  |                       |               |
| 107  | 2007年4月6日  | 4月15日  |                       |               |
| 106  | 2006年4月14日 | 4月23日  |                       | [ 48 ]        |